# Nasir bin Chusrau
Nasir bin Chusrau (Abu Muin Nasir bin Chusrau Alavi), född 1004, död 1088, var en persisk poet.
Nasir bin Chusrau härstammade från Khorasan och var en av den östiranska renässansens märkligaste gestalter. Han företog 1045-52 en vallfärd till Mekka och den muslimska västern, under vilken han i Kairo omvändes från den sunnitiska ortodoxin till ismailismen. Vallfärden är beskriven i Safarname (utgiven i franska översättning av A. Schéfer 1881), en av de främsta källorna för kunskapen om Orienten under 1000-talet. Efter hemkomsten förföljdes Nasir bin Chusrau för sin åskådning, och bosatte sig slutligen i Badachschan där han som förkunnare av ismailismen utförde en varaktig kulturgärning. Nasir bin Chusrau är den främste företrädaren för den etisk-didaktiska poesin i persisk litteratur genom sina diktverk Rusanainame ("Upplysningens bok, valda delar utgivna med översättninga av H. Ethé) och Sa adatname ("Lycksalighetens bok). I sina verk hämtade han flitigt motiv ur äldre persisk tradition.